# Alexandre Barthe
Alexandre Barthe (Avignon, Francuska, 5. ožujka 1986.) je bivši francuski nogometaš koji je igrao na poziciji braniča.

## Karijera

### Klupska karijera
Barthe je rođen u Avignonu, a nogomet je počeo igrati u mlađim uzrastima Saint-Étiennea dok je 2004. godine debitirao u B momčadi kluba. Nakon dvije godine, igrač prelazi u redove niželigaša Rodeza, a u srpnju 2008. godine potpisuje za bugarski Liteks Loveč.
Za novi klub Barthe je odmah debitirao u prijateljskoj utakmici protiv makedonskog Pelistera koju je Liteks dobio s visokih 5:1. S klubom je u tri godine osvojio dva bugarska prvenstva te po jedan nacionalni kup i Superkup.
Dana 30. srpnja 2011. godine Alexandre Barthe pridružuje se Ludogorecu iz Razgrada. Već u prvoj sezoni 2011./12. igrač je s klubom osvojio trostruku krunu - prvenstvo, kup i Superkup.

## Osvojeni trofeji

### Klupski trofeji
| Klub              | Trofej             | Godina / sezona |
| Bugarska          | Bugarska           | Bugarska        |
| ----------------- | ------------------ | --------------- |
| Liteks Loveč      | Bugarski kup       | 2008./09.       |
| Liteks Loveč      | Bugarsko prvenstvo | 2009./10.       |
| Liteks Loveč      | Bugarski Superkup  | 2010.           |
| Liteks Loveč      | Bugarsko prvenstvo | 2010./11.       |
| Ludogorec Razgrad | Bugarsko prvenstvo | 2011./12.       |
| Ludogorec Razgrad | Bugarski kup       | 2011./12.       |
| Ludogorec Razgrad | Bugarski Superkup  | 2012.           |

## Vanjske poveznice
- Profil na Transfermarktu
- Profil na Soccerwayu